# 梁固
梁固（987年—1019年），字仲坚，出生于郓州须昌城（今山东东平）。与其父梁灏一起被称为父子状元。
年少时，著有《漢春秋》，受其父赞赏。以父遗荫受赐进士出身，梁固不肯接受，直接参加科举乡试。宋真宗大中祥符二年（1009年）状元，授将作监丞，入值史馆。后任户部判官三司勾院。
时全国刑狱混乱不堪，错判、误判比比皆是。梁固奉诏审查刑狱，其仔细研究，明察暗访，断案公平，处理得当，赢得朝野褒奖。梁固博览群书，才学渊博，奏颂文辞甚为工整，著有《梁司农文集》十卷传世，谥曰文懿。惜三十三岁时因病英年早逝，朝野至梁府吊唁者络绎不绝。